# Protoporfirinogeno IX
Il protoporfirinogeno IX è il precursore della protoporfirina IX nella via metabolica della biosintesi delle porfirine.